# Blinnenhorn
Blinnenhorn (em alemão) ou Corno Cieco (em italiano) é uma montanha dos Alpes Lepontinos, situada sobre a fronteira Itália-Suíça. Tem 3374 m de altitude. Do lado suíço fica o cantão de Valais e do lado italiano o Piemonte.